# キダチハマグルマ
キダチハマグルマ Melanthera biflora は、キク科の植物の1つ。亜熱帯から熱帯の海岸に生え、他の樹木に這い上って広がり、黄色い花を付ける。

## 特徴
蔓性の多年生草本（ただし佐竹他(1981)は亜低木としている）。とにかく茎はよく伸びて長さ10mにも達する。ただし太さは0.5-1cmである。断面は四角形で、茎を含めて株全体に圧し伏された硬い毛が多数あり、手触りはざらつく。葉は洋紙質で厚みがあり、卵形で先端は尖り、基部は丸く、縁は荒い鋸歯がある。長さは6-18cmで、葉柄は2-6cm。 葉には3行脈がはっきりと見える。
花期は5-10月だが熱帯域では通年に渡って花が見られる。花は茎の先の方の葉腋から単独か2-3個出すが、もっと多く出ることもある。花の柄は長さ7-10cm、頭花の基部を包む総苞片は狭長楕円形で先端が反り返り、毛がある。頭花の周辺に並ぶ花弁に見える舌状花は6-15個、花弁は長楕円形で黄色、長さ6-12mm、先端に3歯がある。中心の管状花は多数あり、黄色から黄みを帯びた褐色。痩果は基部が細くなって長さ3-3.5mm。先端部には冠毛が短い冠状になっており、長さ2-2.5mmの剛毛が1本あり、熟すとこの剛毛だけが目立つようになる。

## 分布
九州南部から琉球列島、小笠原諸島に分布する。国外では中国南部、台湾、マレーシア、インド、オーストラリア、アフリカまで分布する。

## 生育環境
海岸に生える植物である。砂浜や岩場に生え、茎は他のものにもたれかかりながら伸びる。
海岸の植物群落には海からの距離に応じた帯状分布が見られ、例えば宮古島の海岸ではまずハマガラシやツルナが、次に平らに広がって砂浜を覆うハマアズキやグンバイヒルガオの帯があり、次にやや大柄な草本であるイリオモテアザミやハマタイゲキが見られ、その背後にモンパノキやクサトベラなど海岸性の低木が出現する。本種の分布域はこの低木の層の前面から、海側ではハマアズキやグンバイヒルガオの層にまで広がる。特に低木の層の前面には本種が優占する帯域があり、これを特にキダチハマグルマ群集と呼んでいる。この区域には本種の他にハマユウ、ハマウド、クサトベラ、クロイワザサなども混じって出現する。このように海岸の砂丘草本群落に引き続いてのハマゴウクラスに属する群落に本種を中心とする群落が出現するのは日本の亜熱帯域の特徴とされる。この区画で乾燥の強い条件ではクロイワザサ-ハマゴウ群落が出現し、より湿潤な条件でキダチハマグルマ群落が成立するという。

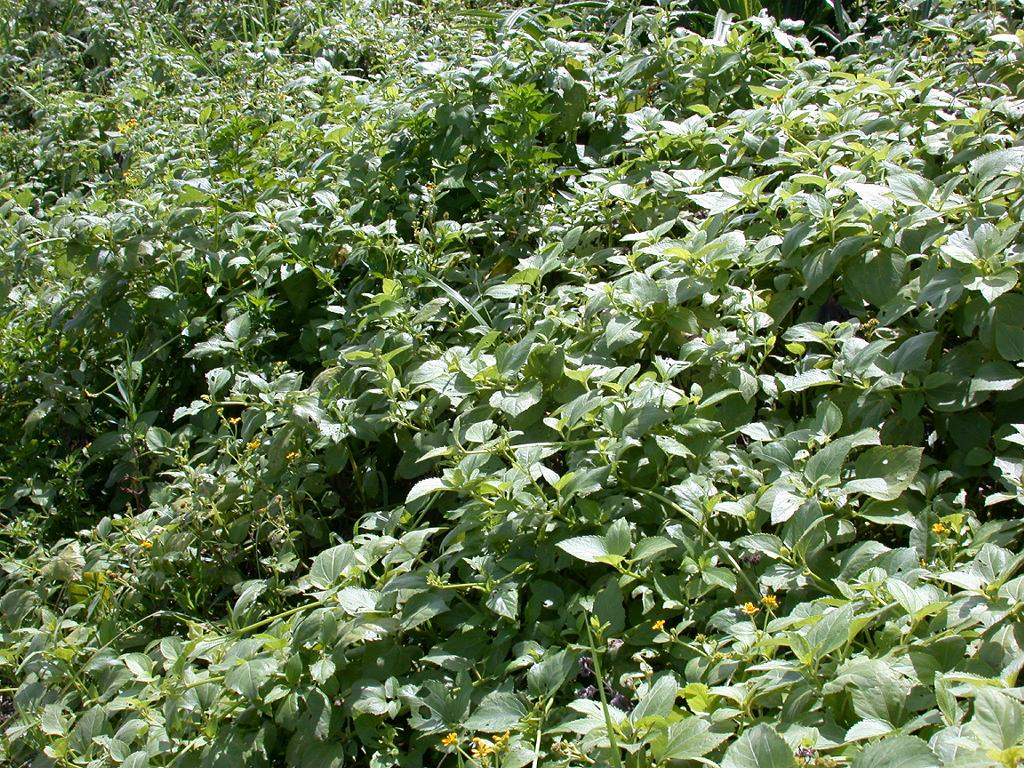
群落の様子
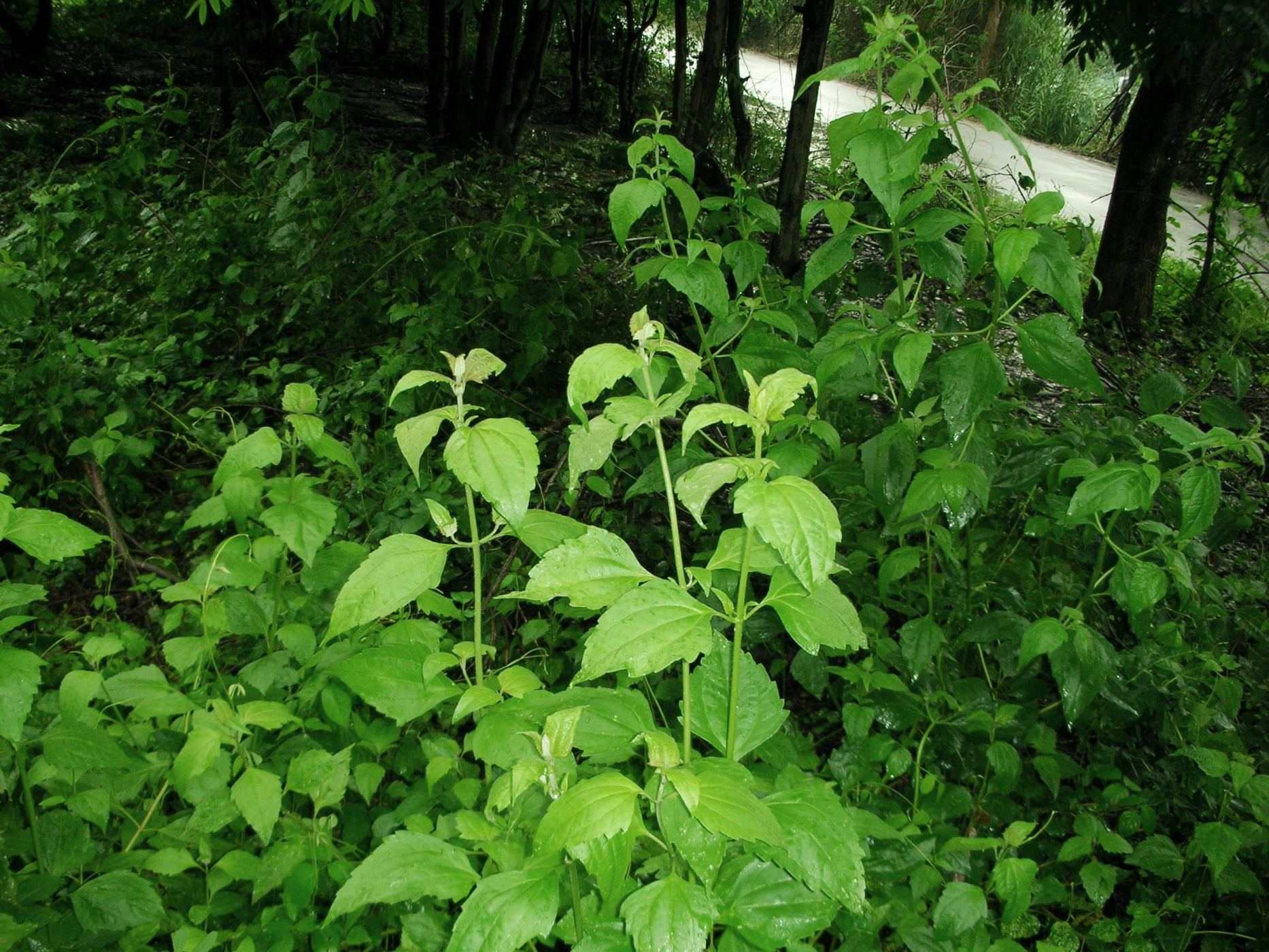
立ち上がって伸びる様子（タイ）

## 分類
本種は長らくハマグルマ属 Wedelia とされてきた。これに含まれている日本産の種はクマノギク・ネコノシタ・オオハマグルマと本種の4種であった。その中でクマノギクだけは別亜属としていた。ただし現在では上記の学名が用いられており、その扱いでは本種と同属なのは上記のクマノギク以外である。
いずれにせよ、これらの種はどれも長く茎を伸ばし、黄色い頭花をつける海岸性の植物である。その中で本種以外の種はいずれも地表を這う植物であり、低木に這い上るようなことはない。また、これらのどれよりも本種は大柄である。
種内の変異としては、オオキダチハマグルマ var. ryukyuensis がある。これは基本変種より頭花が大きいもので、基本変種では頭花の径は1.5cm、頭花に含まれる小花の数が30-50個、そのうち舌状花が8-12であるのに対して、この変種では頭花の径が2.5-3cmになり、小花の数が60-85個、そのうち舌状花が14-15個に達する。それ以外にも基本変種の葉が長卵形から卵形で先端が少し突き出す（尾状）のに対して、この変種では卵形で先端が突き出さない。茎は花柄もやや太い。この変種は琉球列島や台湾で見られ、東南アジアには発見されないことから、北寄りの地域で分化したものと考えられる。なお、琉球列島や台湾では基本変種とこの変種の両方が見られる。また、この変種は小柄なものではオオハマグルマに似て見えるが、この種では葉の基部が心形（葉柄の部分がややくぼむ）点などで区別出来る。ただし、区別しがたい個体が発見された例があり、これは両者の雑種ではないかともされる。